# São Vicente (Rio Grande do Norte)
São Vicente é um município brasileiro do estado do Rio Grande do Norte. De acordo com o IBGE (Instituto Brasileiro de Geografia e Estatística), no ano de 2024 sua população estimada foi de 6.514 habitantes, com área territorial de 197,817 km². A principal via de acesso é a rodovia BR-226.

## História
O município de São Vicente surgiu às margens do Riacho da Luíza, cujo nome foi dado em homenagem a uma velha índia cariri que habitou na região antes de 1726.
Por ser uma região tradicionalmente agrícola, aproveitada pelos aborígenes em grandes plantações de milho, em determinado momento histórico, mereceu o nome de Milharada dos Gentios.
Em 9 de janeiro de 1719 a região era detalhada em Sesmaria sob a titularidade de Gervásio Pereira de Morais, compreendendo o Riacho das Milharadas dos Gentios e o Riacho de Olho D’água das Pedras, a Serra do Quinqüê e outros toponímios.
Em 1787 a região se apresenta como de propriedade de Domingos Alves dos Santos.
A fundação da municipalidade, todavia, é atribuída a Joaquim Adelino de Medeiros, conhecido por Capitão Cocó e casado com Vicência Maria da Conceição.
A fazenda Luíza, do citado capitão, continha grande, robusta e antiga quixabeira (tombada pela força da natureza em 1958), sob a qual viajantes, comerciantes e moradores reuniam-se, dando início a um pequeno mercado.
Casas começaram então a ser construídas, facilitando, inclusive a vida daqueles que tinham negócios a realizar entre Florânia e Currais Novos.
Uma capela foi erguida, sob o regime de mutirão, em 1898, homenageando São Vicente Férrer.
Em 31 de outubro de 1938, o povoado ao redor daquela quixabeira foi considerado legalmente um Distrito do município de Florânia, chamado São Vicente.
Entretanto, em 1943, o Distrito teve seu nome alterado para Luíza, voltando a ser São Vicente, após cinco anos, e em 11 de dezembro de 1953, torna-se município autônomo do Rio Grande do Norte (Lei Estadual nº 1.030 de 11 de dezembro de 1953).

## A cidade
Praça Antônio Inácio de Maria
Construída na gestão do Prefeito Cirílo Alves Dantas, no ano de 1981. Localizada na Rua Velha, ao leste limitada pela Capela de São Francisco de Assis, à oeste com o Monumento em homenagem à Joaquim Adelino de Medeiros, local exato onde existiu a quixabeira, ao norte com a residência que pertenceu ao tal homenageado e, posteriormente, a Antonio Inácio de Maria e a Osvaldo Nunes de Maria, ao sul com a rua Joaquim Adelino de Medeiros. Seu planejamento está fundado em modelo visto em Brasília pelo Senador Agenor Nunes de Maria.
Praça Getúlio Vargas
Localizada no centro da cidade alta e mais recente. Inicialmente, chamada de Pitoroco, tendo por vizinho o Mercado Público municipal e dois grandes armazéns. Que pertenciam Zeca Domingo, onde eram vendidos pequenas refeições e o outro pertencia a José Paulino Dantas, onde funcionava um bar. Em 1956 Metódio Fernandes, prefeito, decreta a demolição dos armazéns, removeu a enorme rocha, aplainou o terreno e transformou tudo numa quadra de basquetebol. Porém, em 1976 a antiga praça do Pitoroco deixa de existir e com ela vai junto a quadra de basquetebol, por obra de Osmildo Fernandes da Costa, prefeito, construindo, em substituição, uma praça cívica, denominada Praça Getúlio Vargas, inaugurada em 31 de janeiro de 1977, às 16h00.
Praça Joaquim Araújo Filho
Construída na gestão do prefeito Cícero Gondim, em 1985. É limítrofe à leste com a  Igreja Matriz, à oeste com a Praça Getulio Vargas, ao norte com o Portal da Alvorada e ao sul com o Palácio da Luíza (sede do Poder Executivo).
Quixabeira
O tronco daquela árvore era da circunferêcia similar ao abraço de quatro homens adultos (CASCUDO, 1968: 254). Juvenal Lamartine a respeito do lugar, diz: "São Vicente, antiga Luíza, teve sua primeira feira em 1894 à sombra refrigerante de uma quixabeira" (LAMARTINE apud FARIA, 1980: 164).
Capela de São Francisco
Em 1898, sob a orientação do Padre Antônio Brilhante de Alencar, (nascido em 1873, falecido em 1942), inicia-se e finda a construção da capela.
Ria do Alto

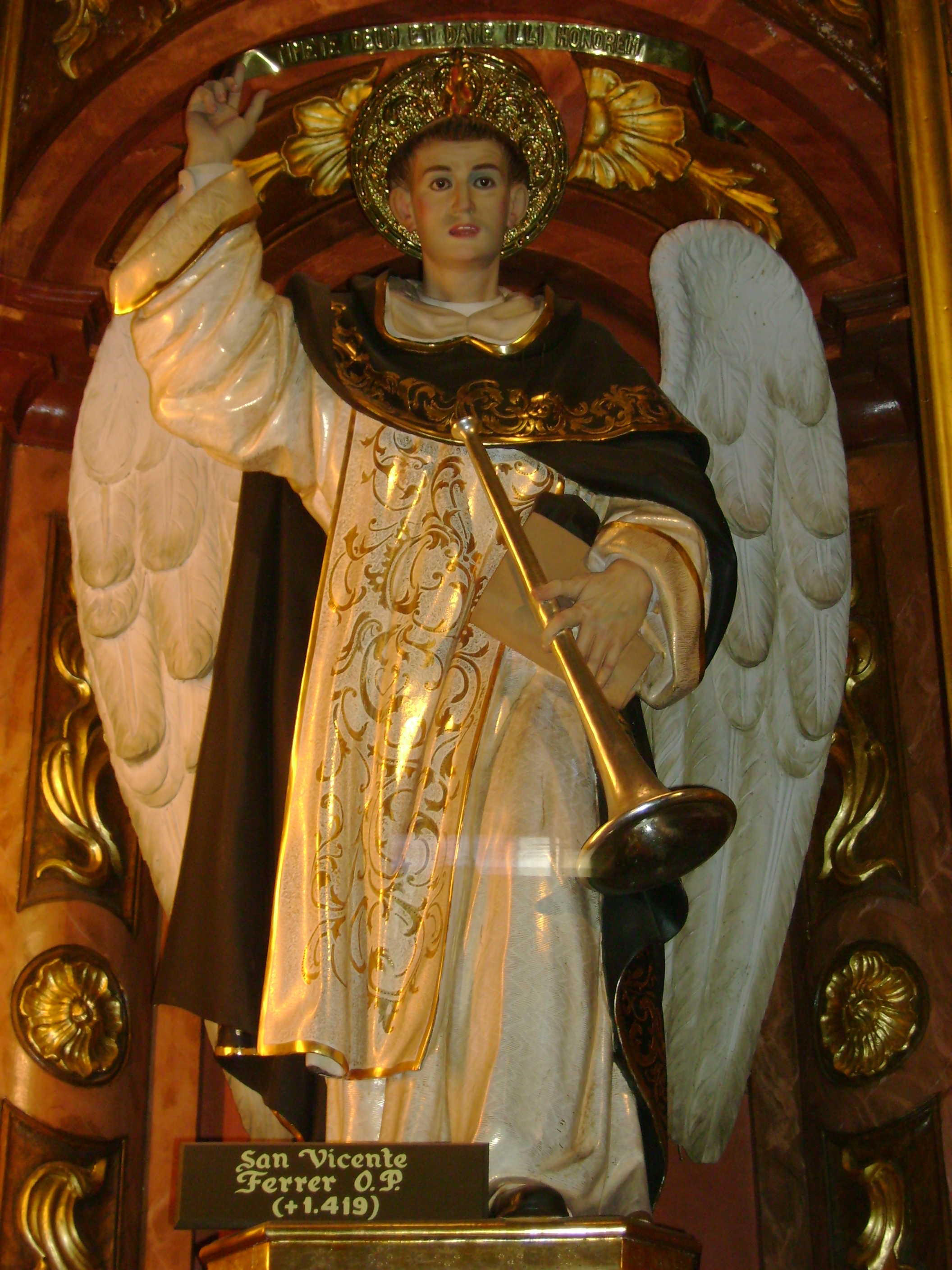
São Vicente Ferrer

O centro da municipalidade gira em torno da quixabeira entre os anos de 1845 a 1924. A partir de 1924 a população começou a transferir-se para regiões mais altas, uma delas chamada de Malhada Vermelha, localizada ao sul do povoado, por força da relevância econômica outorgada à produção do algodão. A mais antiga construção era conhecida por Casa do Monte Áreo, pertencente à Vivaldo Pereira da Costa.

## Autoridades públicas
Os Deputados Estaduais José Cortês Pereira e João Guimarães Neto foram os subscritores do projeto de lei para emancipação da municipalidade.
O Governador Sílvio Pedrosa sancionou a criação da edilidade.
E a partir de 11 de dezembro de 1953, exerceram as funções inerentes ao cargo de prefeito os seguintes cidadãos:
- José Dantas Filho, entre 1954 e 1955.
- Metódio Fernandes da Costa, 1955 a 1960.
- Joaquim Araújo Filho, 1961 a 1965.
- Metódio Fernandes da Costa, 1965 a 1970.
- Francisco Pereira Filho, 1970 a 1973.
- Osmildo Fernandes da Costa, 1973 a 1982.
- Cirilo Alves Dantas, 1977 a 1982.
- Cícero Gundim, 1983 a 1988.
- Iraní Soares de Araújo, 1989 a 1992.
- Cícero Gondim, 1993 a 1996.
- Ademar Rodrigues de Arújo, 1997 a 2000.
- Josifran Lins de Medeiros, 2001 a 2008.
- Francisco Bezerra Neto, 2009 a 2012.
- Josifran Lins de Medeiros, 2013 a 2016.
- Iracema Pereira de Lima Campelo, 2017 a 2020.

## Turismo
As inscrições rupestres são uma atração local, com pinturas em rochas abrigadas do sol na cor vermelha, todas elas localizadas no Sitio Piauí, todavia, ainda de difícil acesso por conta de trilhas em matas fechadas e altas serras. O Sitio Arqueológico chama-se Cascata.

## Evolução populacional
Segundo o IBGE:

## Ensino e educação
Dentre os projetos do Plano de Desenvolvimento da Educação, vinculado ao Ministério da Educação, executado pelo INEP, Instituto Nacional de Estudos e Pesquisas Educacionais Anísio Teixeira, na Região Nordeste, Estado do Rio Grande do Norte, as Escolas Públicas Urbanas estabelecidas no Município de São Vicente obtiveram os seguintes IDEB (Índice de Desenvolvimento da Educação Básica), em 2005, exceto a Escola estadual Aristófanes Fernandes que não recebeu pontuação:
| Evolução de habitantes | Evolução de habitantes |
| ---------------------- | ---------------------- |
| Ano                    | Cidadãos               |
| 1997                   | 7.553                  |
| 1998                   | 4.958                  |
| 1999                   | 4.949                  |
| 2000                   | 4.940                  |
| 2001                   | 5.627                  |
| 2002                   | 5.706                  |
| 2003                   | 5.770                  |
| 2004                   | 5.834                  |
| 2005                   | 5.965                  |
| 2006                   | 6.042                  |
| 2007                   | 6.116                  |
| 2010                   | 6.030                  |
| 2012                   | 7.654                  |
| 2022                   | 6.320                  |

| IDEB, escola e ranking estadual | IDEB, escola e ranking estadual                 | IDEB, escola e ranking estadual |
| ------------------------------- | ----------------------------------------------- | ------------------------------- |
| Nota                            | Escola                                          | Ranking                         |
| 4,4                             | Escola estadual Joaquim Adelino de Medeiros     | 7º                              |
| 2,4                             | Escola municipal Francisca Pires de Albuquerque | 436º                            |